# Staatsmeisterschaft von Alagoas
Die Staatsmeisterschaft von Alagoas ist die Fußballmeisterschaft des Bundesstaates Alagoas (portugiesisch: Campeonato Alagoano de Futebol) in Brasilien. Seit 1927 wird sie jährlich – mit Ausnahme von 1931, 1932, 1934 und 1943 – ausgetragen. Organisiert wird sie vom Fußballlandesverband von Alagoas (port: Federação Alagoana de Futebol (FAF)).
Rekordsieger ist CS Alagoano aus der Landeshauptstadt Maceió mit 40 Titeln, gefolgt vom Lokalrivalen CR Brasil. Daneben haben sich neun weitere Vereine in die Siegerliste eintragen können.

## Sieger
| Rekordmeister: CS Alagoano | 0 | 40 Siege | CS Alagoano (Maceió)                                                                                          |
| Rekordmeister: CS Alagoano | 0 | 35 Siege | CR Brasil (Maceió)                                                                                            |
| Rekordmeister: CS Alagoano | 0 | 07 Siege | AS Arapiraquense (Arapiraca)                                                                                  |
| Rekordmeister: CS Alagoano | 0 | 03 Siege | AA Coruripe CS Capelense (Capela)                                                                             |
| Rekordmeister: CS Alagoano | 0 | 02 Siege | Santa Cruz FCA (Maceió)                                                                                       |
| Rekordmeister: CS Alagoano | 0 | 01 Siege | EC Barroso (Maceió) EC Alexandria (Maceió) Ferroviário AC (Maceió) SC Corinthians Alagoano (Maceió) Murici FC |

## Meisterschaftshistorie
| Meister 2025: CR Brasil | 0 | - 2025 CR Brasil - 2024 CR Brasil - 2023 CR Brasil - 2022 CR Brasil - 2021 CS Alagoano - 2020 CR Brasil - 2019 CS Alagoano - 2018 CS Alagoano - 2017 CR Brasil | 0 | - 2016 CR Brasil - 2015 CR Brasil - 2014 AA Coruripe - 2013 CR Brasil - 2012 CR Brasil - 2011 AS Arapiraquense - 2010 Murici FC - 2009 AS Arapiraquense - 2008 CS Alagoano - 2007 AA Coruripe - 2006 AA Coruripe - 2005 AS Arapiraquense - 2004 SC Corinthians Alagoano - 2003 AS Arapiraquense - 2002 CR Brasil - 2001 AS Arapiraquense - 2000 AS Arapiraquense - 1999 CS Alagoano - 1998 CS Alagoano - 1997 CS Alagoano - 1996 CS Alagoano - 1995 CR Brasil - 1994 CS Alagoano - 1993 CR Brasil - 1992 CR Brasil - 1991 CS Alagoano - 1990 CS Alagoano - 1989 CS Capelense - 1988 CS Alagoano - 1987 CR Brasil | 0 | - 1986 CR Brasil - 1985 CS Alagoano - 1984 CS Alagoano - 1983 CR Brasil - 1982 CS Alagoano - 1981 CS Alagoano - 1980 CS Alagoano - 1979 CR Brasil - 1978 CR Brasil - 1977 CR Brasil - 1976 CR Brasil - 1975 CS Alagoano - 1974 CS Alagoano - 1973 CR Brasil - 1972 CR Brasil - 1971 CS Alagoano - 1970 CR Brasil - 1969 CR Brasil - 1968 CS Alagoano - 1967 CS Alagoano - 1966 CS Alagoano - 1965 CS Alagoano - 1964 CR Brasil - 1963 CS Alagoano - 1962 CS Capelense - 1961 CR Brasil - 1960 CS Alagoano - 1959 CS Capelense - 1958 CS Alagoano - 1957 CS Alagoano | 0 | - 1956 CS Alagoano - 1955 CS Alagoano - 1954 Ferroviário AC - 1953 AS Arapiraquense - 1952 CS Alagoano - 1951 CR Brasil - 1950 CR Brasil - 1949 CS Alagoano - 1948 Santa Cruz FCA - 1947 EC Alexandria - 1946 EC Barroso - 1945 Santa Cruz FCA - 1944 CS Alagoano - 1943 Meisterschaft nicht ausgetragen - 1942 CS Alagoano - 1941 CS Alagoano - 1940 CR Brasil - 1939 CR Brasil - 1938 CR Brasil - 1937 CR Brasil - 1936 CS Alagoano - 1935 CS Alagoano - 1934 Meisterschaft nicht ausgetragen - 1933 CS Alagoano - 1932 Meisterschaft nicht ausgetragen - 1931 Meisterschaft nicht ausgetragen - 1930 CR Brasil - 1929 CS Alagoano - 1928 CS Alagoano - 1927 CR Brasil |